# آبشار سوچیپورا
آبشار سوچیپورا (به انگلیسی: Soochipura Falls) آبشاری است که در کرالا، هند واقع شده و ارتفاع کلی ریزشگاه آن ۲۰۰ متر (۶۶۰ فوت) است.